# NGC 839
NGC 839 (другие обозначения — MCG −2-6-34, ARP 318, HCG 16D, IRAS02072-1025, PGC 8254) — линзообразная галактика (S0) в созвездии Кит.
Этот объект входит в число перечисленных в оригинальной редакции «Нового общего каталога».
Как и NGC 838, имеет затенённое активное ядро.
Галактика NGC 839 входит в состав группы галактик NGC 835. Помимо NGC 839 в группу также входят NGC 833, NGC 835, NGC 838, NGC 848, NGC 873 и MGC -2-6-19.